# 오리건 조약

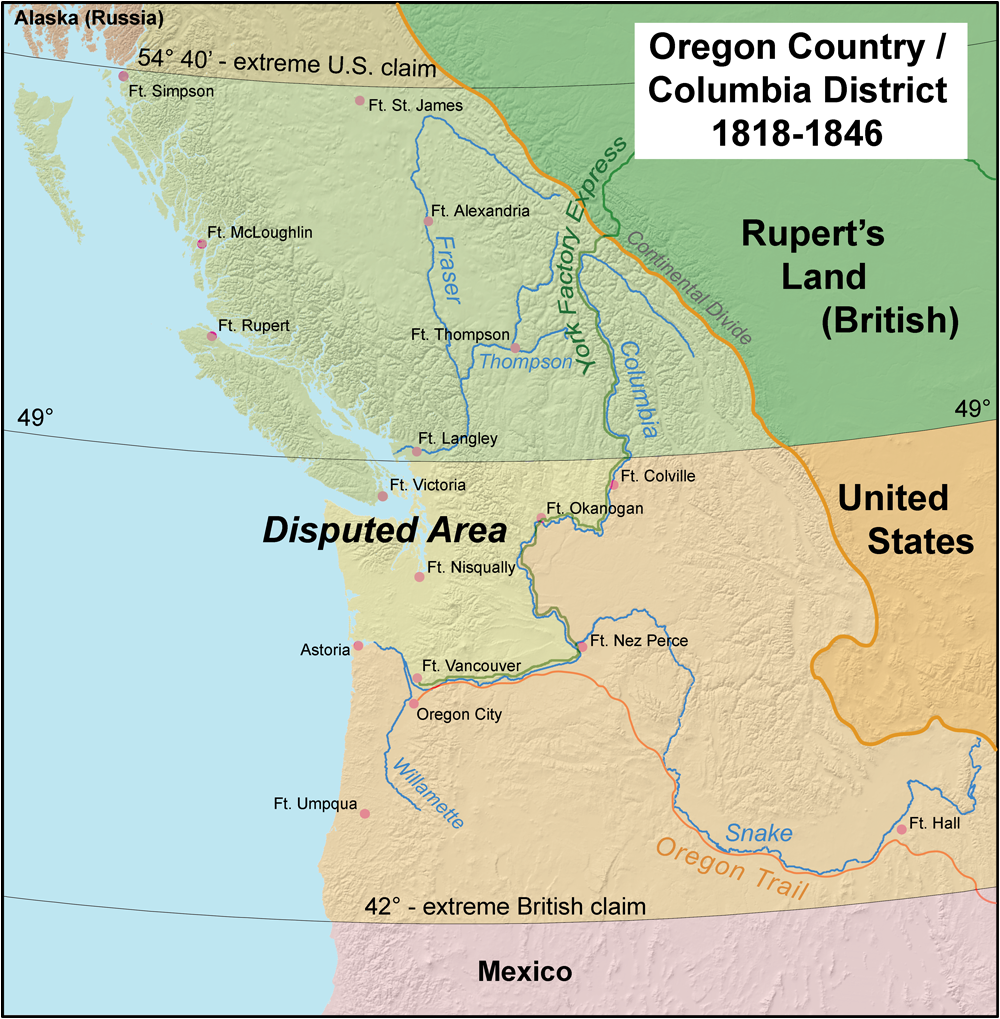
분쟁지의 지도. 영국은 콜롬비아 강 하구까지 주장했고, 미국은 북위 49도선을 주장했다. 얼마 전에는 태평양에 면한 전략적으로 중요한 천연양항, 푸젓사운드 만과 후안 데 푸카 해협 등이 포함된다

오리건 조약(Oregon Treaty 또는 Treaty of Washington)은 1846년 6월 15일에 워싱턴 DC에서 그레이트브리튼 아일랜드 연합 왕국과 미국 사이에 체결된 조약이다. 1818년 조약에서 영국과 미국이 공동으로 점유하고 있던 오리건 컨트리에 대한 미국과 영국의 충돌된 영유권 주장에 의해 발생했던 오리건 국경 분쟁이 이 조약에 의해 종결되었다.

## 개요
공동 점유는 양 진영의 긴장을 꾸준히 높였다. 영국이 미국 대통령 제임스 K. 포크의 북위 49 도선에 평행하게 경계를 설정한다는 의사 표시를 거절한 뒤 국내의 영토 확장론자는 오리건의 북쪽 경계인 북위 54도 40분까지 모든 영역의 통합을 요구했다. 그러나 멕시코-미국 전쟁이 발발하면 미국주의와 군사 자원이 멕시코 방향으로 향하게 되기 때문에 타협이 성립되었다.
조약은 후에 대통령이 된 미국 국무장관 제임스 뷰캐넌과 영국의 미국 특명 전권공사, 추밀원의 리처드 패이컨엄이 협상했다. 조약은 1846년 6월 15일에 체결되었다.
오리건 조약은 북미의 미국과 영국의 경계를 밴쿠버섬을 제외하고 북위 49도선에 평행하는 것을 결정했다. 밴쿠버 아일랜드는 영국령이 되었다. 캐나다 성립 후 북위 49도선은 워싱턴과 브리티시 컬럼비아 주 동안에 미국과 캐나다 국경이 되었다. 미국령이 된 부분은 1848년 8월 14일에 오리건 준주가 되었다.
이 조약은 후안 데 푸카 해협의 경계를 주요 수로로 정의했다. 영국과 미국에 의한, 조지아 해협의 주요 항로의 위치와 해석의 차이로 인해 양국은 같은 섬을 점령했다. 허드슨 베이 회사는 콜롬비아 강을 이용 권리를 유지했다.
1859년, 조지아 해협의 불명확한 경계가 산후안 제도의 영유권을 둘러싼 돼지 전쟁이라는 위기를 일으켰다.

## 같이 보기
- 오리건 국경 분쟁